# Fortiter ille facit qui miser esse potest
Fortiter ille facit qui miser esse potest
Traduzione letterale: "È un uomo forte chi non teme la povertà".
La persona che riesce ad avere coscienza della propria ricchezza interiore, delle enormi possibilità della sua intelligenza e del suo impegno, non ha nulla da temere dalla vita. nemmeno una delle sventure maggiori, quale può essere la povertà.
Egli infatti sa che con l'impegno, la tenacia e la buona volontà tutto è modificabile nel corso della vita di un uomo, tranne la morte.